# Bjelavići
Bjelavići är en förstörd befolkad plats i Bosnien och Hercegovina.   Den ligger i entiteten Federationen Bosnien och Hercegovina, i den centrala delen av landet, 30 kilometer nordväst om huvudstaden Sarajevo. Bjelavići ligger 453 meter över havet och antalet invånare är 124.
Terrängen runt Bjelavići är huvudsakligen kuperad. Bjelavići ligger nere i en dal.Närmaste större samhälle är Visoko, 13,3 kilometer söder om Bjelavići. 
Omgivningarna runt Bjelavići är en mosaik av jordbruksmark och naturlig växtlighet. Runt Bjelavići är det ganska tätbefolkat, med 93 invånare per kvadratkilometer.